# Johann Nepomuk Schäfer
Johann Nepomuk Schäfer (auch Schäffer; * 1751 in Osterburken; † 1796 in Mainz) war ein deutscher römisch-katholischer Geistlicher, Theologe und Hochschullehrer.

## Leben
Schäfers frühe Ausbildung ist nicht überliefert. Insgesamt ist nur wenig über sein Leben bekannt. Er trat zunächst bei den Jesuiten ein. Nachdem der Orden 1773 aufgelöst worden war, ging Schäfer an das Mainzer Priesterseminar. Er studierte Theologie an der Universität Mainz und erhielt dort 1777 den Grad eines Lic. theol. Im selben Jahr wurde er zum Priester geweiht. Anschließend war er zunächst als Pfarrer in der Seelsorge tätig.
Schäfer folgte 1783 einem Ruf als Professor der neutestamentlichen Exegese zurück an die Universität Mainz. An dieser wurde er 1784 zum Dr. theol. promoviert. 1785 wurde er außerdem Chorherr am Kollegiatstift des Fritzlarer Doms.

## Publikationen
- Ichnographia Hermeneutices Sacrae. Crass, Mainz 1784.
- Joannis Nepomuceni Schaefer Professoris Scripturae Sacrae Institutiones Scripturisticae, 2 Bände. Mainz 1790–1792.